# Selkingen
Selkingen est une localité et une ancienne commune suisse du canton du Valais, située dans le district de Conches.

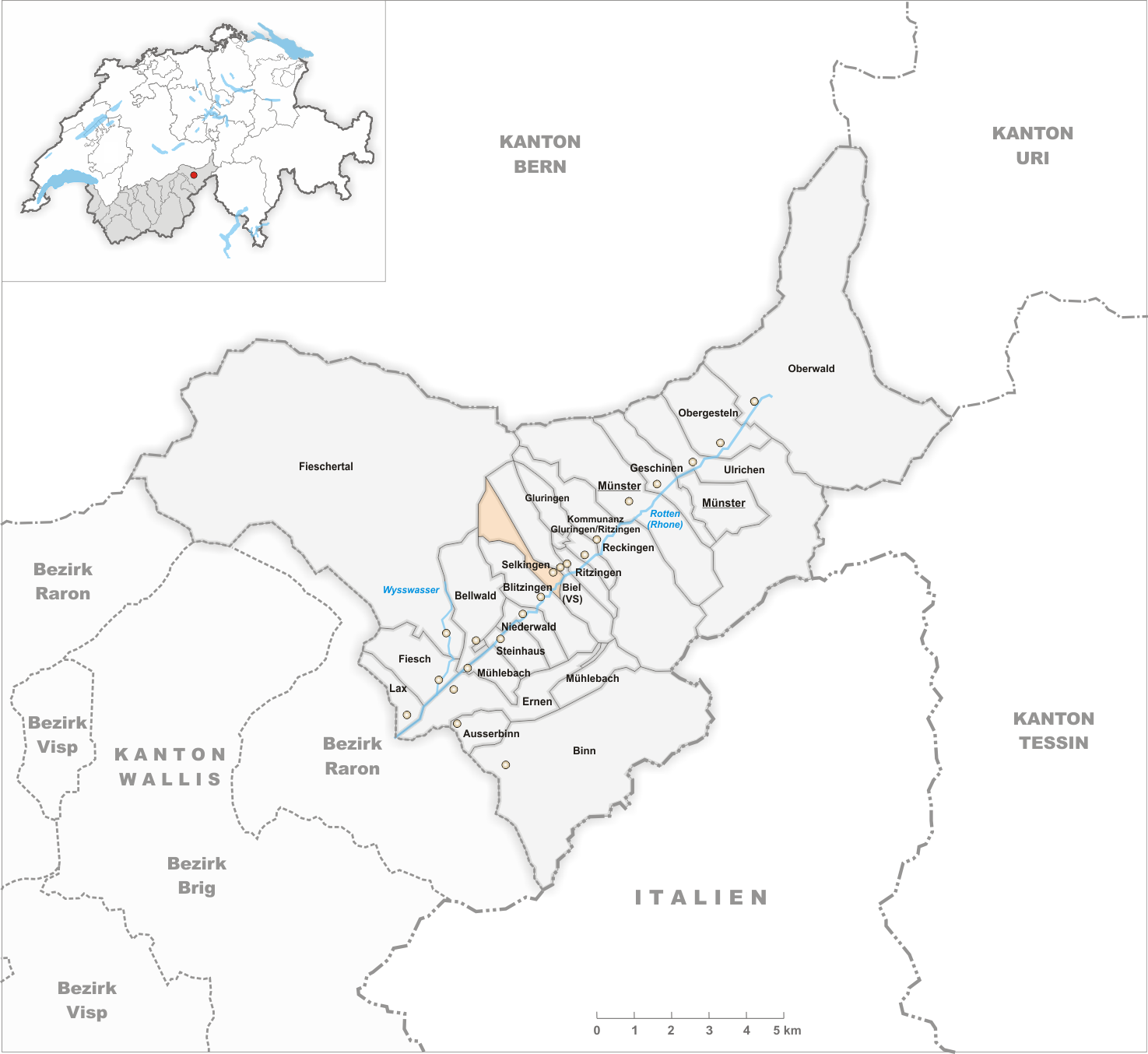
Situation de la commune dans le district de Conches en 2000

Selkingen a fusionné, le 1er octobre 2000, avec Biel et Ritzingen pour former la nouvelle commune de Grafschaft. Cette commune intègre, le 1er janvier 2017, la commune de Goms. Elle a porté le numéro OFS 6069.

## Culture et patrimoine

### Héraldique
| Blason | Blasonnement : Parti d'azur à la chapelle d'argent ouverte et ajourée de sable et de gueules à la croix pattée d'argent, au pal ondé du même brochant sur la partition . |